# 기원전 12세기
기원전 12세기는 기원전 1200년부터 기원전 1101년까지를 말한다.

## 주요 사건
- 기원전 1200년 - 쿠루 왕국이 건국되다.
- 기원전 1192년 - 상나라의 제23대 왕 무정이 사망하다.
- 기원전 1185년 - 이집트 제19왕조가 멸망하고, 이집트 제20왕조 건설됨.
- 기원전 1184년 - 트로이가 함락되었다.
- 기원전 1178년 - 히타이트가 바다민족의 침략으로 멸망하다.

## 년대와 년도
| 기원전 1200년대 | 전1209 | 전1208 | 전1207 | 전1206 | 전1205 | 전1204 | 전1203 | 전1202 | 전1201 | 전1200 |
| 기원전 1190년대 | 전1199 | 전1198 | 전1197 | 전1196 | 전1195 | 전1194 | 전1193 | 전1192 | 전1191 | 전1190 |
| 기원전 1180년대 | 전1189 | 전1188 | 전1187 | 전1186 | 전1185 | 전1184 | 전1183 | 전1182 | 전1181 | 전1180 |
| 기원전 1170년대 | 전1179 | 전1178 | 전1177 | 전1176 | 전1175 | 전1174 | 전1173 | 전1172 | 전1171 | 전1170 |
| 기원전 1160년대 | 전1169 | 전1168 | 전1167 | 전1166 | 전1165 | 전1164 | 전1163 | 전1162 | 전1161 | 전1160 |
| 기원전 1150년대 | 전1159 | 전1158 | 전1157 | 전1156 | 전1155 | 전1154 | 전1153 | 전1152 | 전1151 | 전1150 |
| 기원전 1140년대 | 전1149 | 전1148 | 전1147 | 전1146 | 전1145 | 전1144 | 전1143 | 전1142 | 전1141 | 전1140 |
| 기원전 1130년대 | 전1139 | 전1138 | 전1137 | 전1136 | 전1135 | 전1134 | 전1133 | 전1132 | 전1131 | 전1130 |
| 기원전 1120년대 | 전1129 | 전1128 | 전1127 | 전1126 | 전1125 | 전1124 | 전1123 | 전1122 | 전1121 | 전1120 |
| 기원전 1110년대 | 전1119 | 전1118 | 전1117 | 전1116 | 전1115 | 전1114 | 전1113 | 전1112 | 전1111 | 전1110 |
| 기원전 1100년대 | 전1109 | 전1108 | 전1107 | 전1106 | 전1105 | 전1104 | 전1103 | 전1102 | 전1101 | 전1100 |
| 기원전 1090년대 | 전1099 | 전1098 | 전1097 | 전1096 | 전1095 | 전1094 | 전1093 | 전1092 | 전1091 | 전1090 |